# Tàngara de coroneta grisa
La tàngara de coroneta grisa (Kleinothraupis reyi) és un ocell de la família dels tràupids (Thraupidae).

## Hàbitat i distribució
Habita la selva pluvial, bosc obert i bambú, als Andes del nord-oest de Veneçuela.